# Synagoga Krawców w Brańsku
Synagoga Krawców w Brańsku – nieistniejąca synagoga, która znajdowała się w Brańsku przy ulicy Senatorskiej, nad rzeką Nurzec.
Synagoga została zbudowana w 1909 roku z inicjatywy cechu krawców, tuż obok starej synagogi. Podczas nalotu niemieckiego, 7 września 1939 roku synagoga doszczętnie spłonęła.
Murowany z cegły budynek synagogi wzniesiono na planie prostokąta. Całość była nakryta dachem dwuspadowym.